# Botarell
Botarell és un municipi de la comarca del Baix Camp.

## Geografia
- Llista de topònims de Botarell (Orografia: muntanyes, serres, collades, indrets..; hidrografia: rius, fonts...; edificis: cases, masies, esglésies, etc).

El terme municipal s'estén per una superfície d'11,98 km² en un terreny bàsicament pla. Situat a una alçada d'uns 196 metres, està envoltat pels termes de Montbrió del Camp al sud, Riudoms a l'est, Les Borges del Camp al nord-est, Riudecols al nord-oest i Riudecanyes a l'oest. En un punt toca el d'Alforja. Enllaça per carretera amb Montbrió i Riudecanyes i amb la nacional de Reus a Falset.

## Història
Apareix documentat per primera vegada en l'acta de població concedida a Siurana el 1153, encara que es creu que l'origen del municipi està en una alqueria sarraïna. Segons Gras, Botarell hauria estat un establiment àrab. El 1173 era citat de nou en la donació d'Alforja feta per l'arquebisbe Guillem de Torroja a favor de Ramon de Ganagot. El 1184 el terme va ser cedit a Berenguer de la Bisbal i a la seva muller per l'arquebisbe Berenguer de Vilademuls. Se'ls hi va imposar la condició de repoblar-lo, encara que l'església es reservava el dret sobre els delmes.
Botarell va formar part de la Comuna del Camp almenys des del 1339. El 1391 el rei Joan I va vendre tots els drets de la monarquia damunt del poble, a l'arquebisbe, i es van unificar les jurisdiccions, tot i que la justícia civil l'administrava el batlle, nomenat pel senyor, i la criminal era responsabilitat del veguer. El batlle de Botarell, almenys des del 1411, ho era també de Vinyols i els Arcs, i cobrava del bisbe Pere de Sagarriga un salari de 50 sous l'any. Al segle xvi la possessió de les terres va passar a les mans del tarragoní Miquel de Montargull, sense que es conegui com hi accedeix, fins a la Guerra dels Segadors, tot i que els Montargull eren filipistes. Va ser llavors quan la senyoria va passar al primer marquès de Tamarit, Francesc de Montserrat i Vives. Els Marquesos de Tamarit van conservar els seus drets sobre el poble fins al segle xix. A la fi del segle xviii els camps es van veure afectats per una important plaga de fil·loxera que va afectar l'economia municipal.
A la guerra del francès el poble va ser obligat a donar bagatges a les tropes napoleòniques. Durant la Primera Guerra Carlista van ser cremats pels carlins l'edifici de l'ajuntament i el de la presó (1836). a la tercera carlinada el poble va ser ocupat dos cops pels carlins, que s'emportaren queviures.

## Cultura
| Entitat de població | Habitants (2024) |
| Botarell            | 1.139            |
| les Costes          | 31               |
| Font: Idescat       |                  |

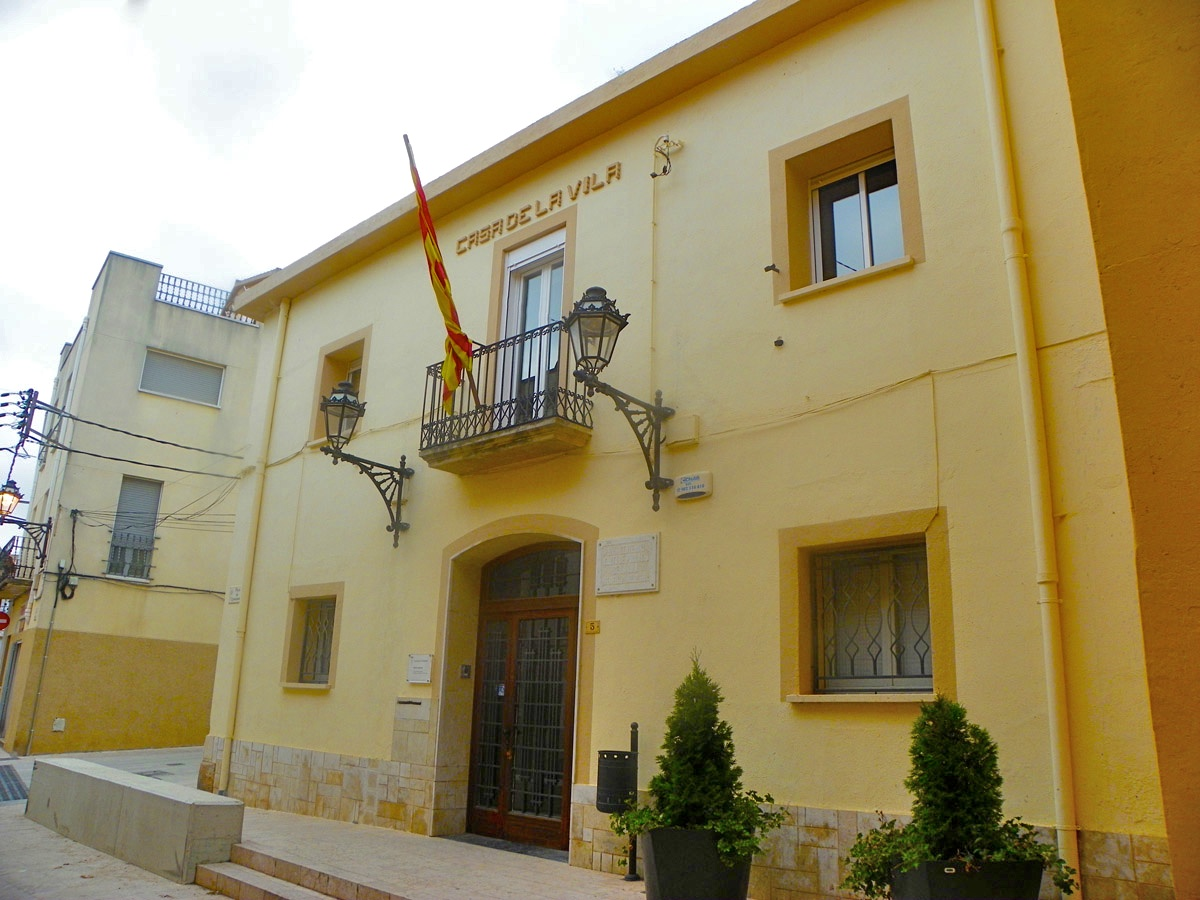
Ajuntament.

L'església parroquial està dedicada a Sant Llorenç. És d'estil renaixentista i va ser construïda abans de 1573. És d'una nau, sense cúpula, amb cor i un campanar de planta rectangular excepte el darrer pis, que és octogonal i coronat amb una cúpula. No es conserva cap dels seus retaules, ja que van ser destruïts el 1936. Encara poden veure's algunes restes de l'antic castell que va dominar la població, que, segons Madoz encara era dempeus el 1846 i que devia ser impressionant: encara hi ha una dita pel Camp que diu: "Botarell, vila xica i gran castell". Va ser construït al segle xvi i en queden alguns indicis dels seus murs. Al terme municipal destaquen algunes masies. com el mas d'en Duran, que actuava com a centre de la batllia i on encara es pot veure el calabós, un gran mas amb forns i molins incorporats que conserva pintures murals, algunes del segle xviii, i un antic oratori. Actualment hi ha les oficines de la planta de compostatge de residus sòlids urbans del Baix Camp. El Mas d'en Vernis, que de fet són dos masos construïts a tocar, un d'ells amb la data 1737 a la llinda. El Mas d'en Giol, segons la tradició del temps dels moros, de tipus basilical i amb una capella de la fi del segle xix desafectada. El Mas d'en Perdiu va ser reformada per l'arquitecte modernista Joan Rubió i Bellver, amb una xemeneia a l'exterior i una llar de foc de ceràmica vidriada molt interessants al menjador. Dins del poble destaca el Mas del Gerro, de regust modernista, construït el 1915.
Botarell celebra la seva festa major al mes d'agost, coincidint amb la festivitat de Sant Llorenç.
El 3 de febrer es beneeixen els blaiets, que segons la tradició protegeixen del mal de coll.

## Economia
La principal activitat econòmica és l'agricultura, predominantment de secà. Destaquen els cultius d'oliveres, ametllers i avellaners.

## Demografia
| 1497 f | 1515 f | 1553 f | 1717 | 1787 | 1857 | 1877 | 1887 | 1900 | 1910 |
| ------ | ------ | ------ | ---- | ---- | ---- | ---- | ---- | ---- | ---- |
| 24     | 31     | 39     | 293  | 479  | 477  | 432  | 468  | 433  | 456  |

| 1920 | 1930 | 1940 | 1950 | 1960 | 1970 | 1981 | 1990 | 1992 | 1994 |
| ---- | ---- | ---- | ---- | ---- | ---- | ---- | ---- | ---- | ---- |
| 421  | 378  | 348  | 362  | 347  | 380  | 411  | 465  | 462  | 462  |

| 1996 | 1998 | 2000 | 2002 | 2004 | 2006 | 2008  | 2010  | 2012  | 2014  |
| ---- | ---- | ---- | ---- | ---- | ---- | ----- | ----- | ----- | ----- |
| 510  | 530  | 624  | 749  | 881  | 963  | 1.032 | 1.085 | 1.126 | 1.100 |

| 2016  | 2018  | 2020  | 2022  | 2024  | 2026 | 2028 | 2030 | 2032 | 2034 |
| ----- | ----- | ----- | ----- | ----- | ---- | ---- | ---- | ---- | ---- |
| 1.120 | 1.070 | 1.077 | 1.102 | 1.174 | -    | -    | -    | -    | -    |

## Política
Nombre de regidors per partit
| PSC                                                              | -  | -  | 3 | - | 3 | 2  | 3  | 3  | 5 | 4 | 2 | 1 |
| PP                                                               | -  | -  | - | - | - | 1  | 0  | 0  | 0 | - | - | - |
| ERC                                                              | -  | -  | - | - | - | -  | 0  | 1  | - | 3 | 7 | 8 |
| ECP                                                              | -  | -  | - | - | - | -  | -  | 1  | 0 | 0 | 0 | - |
| CiU                                                              | 3  | -  | 4 | 7 | 4 | 3  | 2  | 1  | 4 | 2 | - | - |
| Altres                                                           | 4a | 7a | - | - | - | 1b | 2b | 1b | - | - | - | - |
| Total                                                            | 7  | 7  | 7 | 7 | 7 | 7  | 7  | 7  | 9 | 9 | 9 | 9 |
| a Entesa Municipal Democràtica; b Independents per Botarell FIC; |    |    |   |   |   |    |    |    |   |   |   |   |